# Apostlenes Gerninger
Apostlenes Gerninger(ApG) er den femte bog i Det Nye Testamente. Den er en fortsættelse af Lukasevangeliet og ifølge overleveringen er den skrevet af evangelisten Lukas. Skriftet beretter om apostlenes og andre tidlige kristnes gerninger i tiden efter Jesu opstandelse og himmelfart. 

## Datering
Apostlenes Gerninger er det ældste skrift, der skildrer kristendommens historie. Bogen dateres normalt til år 80-100 e.Kr. Meget tyder på at forfatteren til Apostlenes gerninger har læst Jødernes Oldtid af Josephus som dateres til 93/94 e.Kr.

## Indhold
Apostlenes Gerninger minder om den antikke litteraturform praksislitteratur, som "Aleksanders gerninger", og Lukas kan sagtens have haft kendskab til dem. Det højtidelige og religiøse sprog er dog inspireret af Septuaginta (den første græske oversættelse af Den hebræiske bibel) og især de apokryfe skrifter Første- og Anden Makkabæerbog.
Apostlenes Gerninger begynder med et forord, hvori forfatteren henviser til sin ”første bog” (Lukasevangeliet), og lige som det stiles den til en Theofilus. Apostlenes Gerninger tager afsæt, hvor evangelierne endte – med Jesus' opstandelse og himmelfart. Derefter følger ApG de kristnes tidligste historie som apostelmødet. Fra kapitel ni følges apostlen Paulus på sine missionsrejser til den hedenske verden.
I en række passager skriver forfatteren som om, han rejste med Paulus og selv var en del af begivenhederne:
” Vi var i forvejen gået om bord og sejlede til Assos, hvor vi skulle tage Paulus med. Sådan havde han bestemt det, for han ville selv rejse til fods. Da han mødte os i Assos, tog vi ham om bord og nåede til Mitylene.” (ApG 20,13-14).
Ifølge ”vi-passagerne” (16,10-17; 20,5-15; 21,1-18; 27,1-28,6) skulle Lukas have mødt Paulus i Troas, fulgt ham til Filippi og ventet der, for at tilslutte sig hans 3. missionsrejse.
Vi ved ikke, om disse passager er et stilistisk middel, eller om han virkelig rejste med Paulus. Bogen slutter med Paulus' forkyndelse i Rom.